# Zezinho Sobral
José Macedo Sobral (Aracaju, 26 de dezembro de 1965), mais conhecido como Zezinho Sobral, é um engenheiro agrônomo, advogado e político brasileiro, filiado ao Partido Socialista Brasileiro. Foi Deputado Estadual e atualmente é o vice-governador de Sergipe, eleito em 2022 na chapa de Fábio Mitidieri (PSD).
É o atual secretário estadual de educação e cultura de Sergipe.
Durante as Gestões de Jackson Barreto, foi secretário do Trabalho, da Agricultura e do Desenvolvimento Rural (Seagri), do Planejamento e Gestão, secretário-chefe da Casa Civil, secretário de saúde e da Inclusão e Assistência Social. 